# Pic de Saboredo
El Pic de Saboredo és una muntanya de 2.829 metres també coneguda com a Gran Tuc de Saboredo, que es troba a cavall dels termes municipals d'Alt Àneu (a l'antic territori de la Mancomunitat dels Quatre Pobles) i d'Espot, a la comarca del Pallars Sobirà.
Està situat a l'extrem nord-oest del terme d'Espot i al de sud-oest del d'Alt Àneu. És a l'extrem nord-est de la Serra de Saboredo, a prop i a ponent del Pic d'Amitges i al nord de les Agulles d'Amitges. Com tots els cims i llacs dels seus entorn, és destí habitual dels muntanyencs del país.
Aquest cim està inclòs al llistat dels 100 cims de la FEEC
La primera ascensió documentada es va dur a terme al voltant de 1903 per Juli Soler i Santaló des de l'estany Major de Saboredo.